# Polygonia umbrosa
Polygonia umbrosa är en fjärilsart som beskrevs av John Otterbein Snyder 1897. Polygonia umbrosa ingår i släktet Polygonia och familjen praktfjärilar. Inga underarter finns listade i Catalogue of Life.